# Myasthenia gravis
Myasthenia gravis (Latijn voor 'ernstige spierzwakte'), ook wel kortweg MG is een zeldzame auto-immuunziekte, die gekenmerkt wordt door ernstige spierzwakte.
Myasthenia gravis wordt veroorzaakt doordat auto-antilichamen zich aan de acetylcholinereceptoren op de motorische eindplaat binden waardoor acetylcholine zich niet meer aan deze receptor kan binden. Het gevolg hiervan is dat de signaaloverdracht van de zenuw naar de spier verhinderd wordt, waardoor de spier verzwakt.
Een vergelijkbare aandoening is congenitale myastenie.

## Pathogenese
MG is een auto-immuunziekte. Dit betekent dat het immuunsysteem, dat normaal gesproken het lichaam beschermt tegen indringers (zogenaamde pathogenen), het eigen lichaam aanvalt. Dit doet het immuunsysteem door antilichamen te maken tegen lichaamseigen eiwitten. 
De antilichamen die door de plasmacellen van het immuunsysteem gemaakt worden, zijn meestal gericht tegen de nicotinerge acetylcholinereceptor. Dit is de receptor die zich in de motorische eindplaat bevindt en de door de zenuw afgegeven neurotransmitter acetylcholine bindt om zo spiersamentrekking te stimuleren. Doordat antilichamen binden aan de acetylcholinereceptor zijn deze niet meer beschikbaar om acetylcholine te binden. Hierdoor kan het signaal van de zenuw aan de spier niet meer worden doorgegeven, dit leidt tot spierzwakte.
De plasmacellen die de antilichamen produceren zijn ontstaan uit B-cellen. Deze B-cellen worden geactiveerd door een andere immuuncel, de T-helpercel. Deze T-helpercel wordt op zijn beurt weer geactiveerd doordat ze bindt aan bepaalde gedeelten (epitoop) van de acetylcholinereceptor. Deze T-helpercellen ontwikkelen zich in de thymus; dit is een van de redenen waarom MG geassocieerd wordt met thymomen. Hoe dit mechanisme precies werkt is echter nog niet volledig opgehelderd.
Ongeveer 25% van de patiënten heeft een thymoom, een tumor van de thymus. Verder worden er veel andere afwijkingen gevonden aan de thymus. Bij zo'n 30% van de patiënten stabiliseert de ziekte zich na een thymectomie, het verwijderen van de thymus. Het is echter niet duidelijk of de verbetering door de thymectomie komt of dat het een proces is wat ook zou zijn ontwikkeld zonder deze ingreep. Bij een percentage van deze patiënten komen de klachten terug. 

## Symptomen

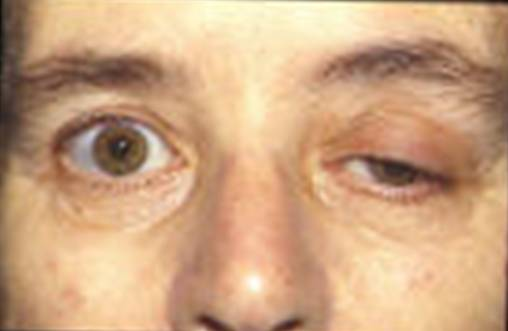
Patiënt met oculaire myasthenia

Het belangrijkste kenmerk van Myasthenia gravis is spierzwakte die toeneemt in periodes van lichamelijke activiteit en afneemt gedurende periodes van rust. Spieren die zeer veel gebruikt worden zoals oogspieren, kauwspieren en spieren die gebruikt worden bij het slikken zijn het meest gevoelig en worden het snelst aangetast in hun functioneren. Andere spieren die gebruikt worden voor het bewegen van ledematen, de nek evenals de spieren die de ademhaling controleren kunnen eveneens aangetast worden. Echter de laatste groep spieren functioneert vaak nog binnen de normale grenzen bij patiënten.
De ziekte kan vaak plotseling de kop op steken en de bijbehorende symptomen komen en gaan. Hierdoor wordt de juiste diagnose vaak in eerste instantie gemist.
Meestal is het eerst duidelijk waarneembare kenmerk de zwakte in de oogleden of het spreken met een slissende tong. De mate waarin patiënten lijden aan spierzwakte verschilt sterk van patiënt tot patiënt. Dit varieert van een lokale vorm waarbij alleen de oogleden zijn aangedaan (oculaire myasthenia) tot een ernstige vorm waarbij alle spieren zijn aangedaan. Symptomen die kunnen variëren in ernst en voorkomen zijn onder andere hangen van de oogleden (ptose), dubbelzien doordat de spieren die de oogbewegingen controleren aangedaan zijn, onstabiele loop (waggelend), zwakte in handen, vingers, benen en armen, een verandering in gezichtsuitdrukking, problemen met slikken en kortademigheid.
Gedurende een myasthene crisis kan er een verlamming van de ademhalingsspieren optreden. De patiënt dient dan te worden beademd. Bij patiënten die reeds zwakke ademhalingsspieren hebben kan een crisis worden aangewakkerd door infecties, koorts en slechte acceptatie van medicijnen of emotionele stress. Overigens wordt het hart nooit door Myasthenia aangetast omdat dit orgaan op een andere manier wordt gestimuleerd.

## Diagnose
De diagnose MG is moeilijk vast te stellen en wordt vaak in eerste instantie gemist doordat de symptomen in eerste instantie moeilijk te onderscheiden zijn van andere neurologische afwijkingen. Veel patiënten moeten jaren wachten voordat ze eenmaal de juiste diagnose te horen krijgen.
Een grondig onderzoek kan onthullen dat de patiënt snel uitgeput raakt en dat de zwakte vermindert na rust en sterker wordt na inspanning. Dit onderzoek wordt helaas niet vaak op een grondige manier uitgevoerd. Koelen met ijs op de verzwakte spiergroep kan de spiersterkte tijdelijk verbeteren en is een andere indicatie bij de diagnose.
Een proefinjectie met een neostigmine-achtige verbinding geeft zeer snel een spectaculaire verbetering bij MG. Dit is meestal een van de doorslaggevende indicatoren bij de diagnose van MG. De diagnose wordt tegenwoordig echter meestal door onderzoek op moleculair niveau definitief vastgesteld.

## Behandeling

### Cholinesteraseremmers
Om de spierzwakte te verminderen worden cholinesteraseremmers ingezet. De twee belangrijkste zijn neostigmine en pyridostigmine. Pyridostigmine en neostigmine kunnen symptomen zoals ptose (afhangen van een ooglid) en andere spierzwakte, die een direct gevolg zijn van de destructie van de acetylcholinereceptoren, verminderen. Pyridostigmine remt het enzym acetylcholinesterase (dat de afbraak van acetylcholine katalyseert), waardoor meer acetylcholine beschikbaar komt voor het verminderde aantal receptoren.

### Immuunsysteemonderdrukkende behandelingen
Om de productie van pathogene antilichamen te remmen kunnen immuunsuppresiva ingezet worden, zoals prednison, ciclosporine, mycophenolate mofetil en azathioprine. Vaak worden deze medicijnen ingezet in combinatie met cholinesteraseremmers. Het kan vaak weken duren voordat behandeling met dit type medicijnen effect heeft. Het effect kan versneld worden door plasmaferese, een behandeling waarbij de antilichamen uit het bloed gefilterd worden. Een vergelijkbare behandeling is het injecteren van intraveneus immuunglobuline (IVIg) waarbij de in het bloed circulerende antilichamen worden weggevangen. Het effect van zowel IViG injectie als plasmaferese is slechts kortdurend (enkele weken) en wordt meestal alleen toegepast gedurende een myasthene crisis.

### Thymectomie
Bij sommige patiënten wordt een thymectomie toegepast. Meestal is dit nodig omdat de thymoma een mogelijke neoplastische prognose heeft. Echter, tegenwoordig wordt een thymectomie ook therapeutisch toegepast waarbij de thymus hyperplastisch is.
Er zijn verscheidene manieren om de thymus chirurgisch te verwijderen. Meestal wordt de transsternale methode gebruikt (dwars door het borstbeen). Hierbij wordt een lengte-incisie door het borstbeen gemaakt zoals bij een openhartoperatie. Deze methode is technisch gezien eenvoudig, maar wel zeer invasief.
Een tweede methode is de transcervicale behandeling waarbij slechts een kleine incisie gemaakt wordt in de nek. Doordat deze methode technisch veel gecompliceerder is wordt ze ook minder toegepast.
Thymomas zijn relatief zeldzaam bij jongere patiënten (<40 jaar), maar paradoxaal genoeg zijn het juist de jonge patiënten zonder thymoma met gegeneraliseerde MG die het meest profiteren van deze behandeling.
Tegenwoordig worden veel van deze ingrepen in Europa uitgevoerd met behulp van een robotisch systeem, waarbij de chirurg vanop afstand aan een console de instrumenten bedient en de thymus minimaal invasief (met slechts drie incisies) verwijdert.

## Geschiedenis van Myasthenia gravis

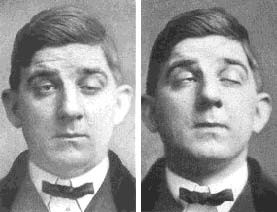
MG-patiënt met ptose (1904)

De alleroudste mogelijke beschrijving van een MG-patiënt is meteen een heel beroemde. "Chief" Opechancanough was een indianenopperhoofd dat verantwoordelijk was voor verschillende slachtingen in de Engelse kolonie die later de VS werd. Nadat hij in 1644 gevangen werd genomen werd zijn lichamelijke conditie nauwkeurig beschreven. Uit die beschrijvingen blijkt onder andere dat zijn oogleden te zwaar werden om op te tillen, zijn spieren al hun kracht verloren en dat hij niet meer is staat was om te lopen. Tijdens zijn gevangenschap in Jamestown had hij uitvoerig de tijd om te rusten met als gevolg dat de kracht in zijn spieren gedeeltelijk weer terugkwam. Er valt niet met 100% zekerheid te zeggen of Opechancanough werkelijk MG had.
De eerste beschrijving door een arts van een patiënt die (waarschijnlijk) myasthenia gravis had komt op naam van Thomas Willis, een Engelse arts die geboren was in Great Bedwin. In 1672 beschreef hij een vrouw die tijdelijk haar spraak verloor en "slap als een vis" werd.

## Incidentie

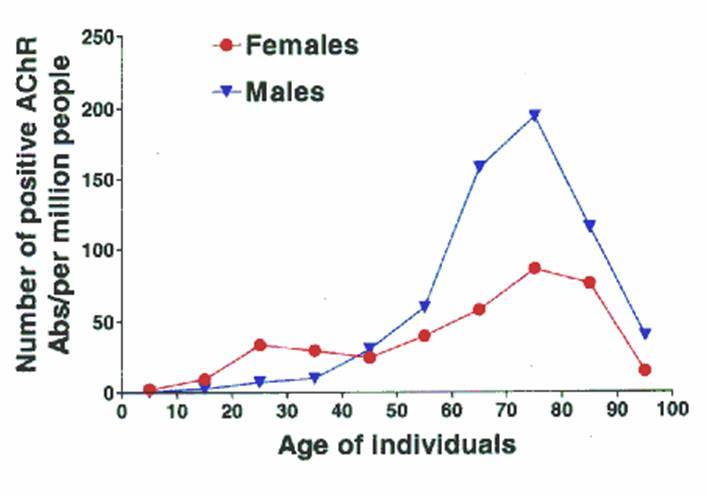
Incidentie MG

Myasthenia gravis komt voor in alle leeftijdsgroepen en bij elk ras en geslacht. Het komt het vaakst voor bij jonge vrouwen en bij ouderen in de leeftijd van 50 tot 70 jaar bij beide geslachten. Jonge patiënten hebben zelden een thymoma. De prevalentie in de Verenigde Staten wordt geschat op ongeveer 20 patiënten per 100.000 inwoners. De belangrijkste risicofactoren zijn: een leeftijd van 20 tot 40, vrouwelijk geslacht, het voorkomen van MG in de familie en het hebben van andere auto-immuunziekten.

## Trivia
- Bekende mensen met MG zijn de scheepsmagnaat Aristoteles Onassis (tweede echtgenoot van Jacqueline Bouvier Kennedy), bigbandzangeres Connie Haines, actrice Suzanne Rogers bekend uit de soapserie Days of Our Lives, de Vlaamse zanger Raymond van het Groenewoud, Nits-zanger/-gitarist Henk Hofstede en de Italiaanse oud-voetballer van AC Milan en huidig voetbaltrainer van Napoli Gennaro Gattuso.
- De beroemdste fictieve persoon met symptomen van MG is de dwerg "Sleepy" uit de Disneyfilm Sneeuwwitje. Kenmerkend aan deze dwerg zijn de zware oogleden die ook bij veel MG-patiënten voorkomen. Sleepy schijnt gebaseerd te zijn op een vriend van Walt Disney die leed aan MG.